# Distikstof

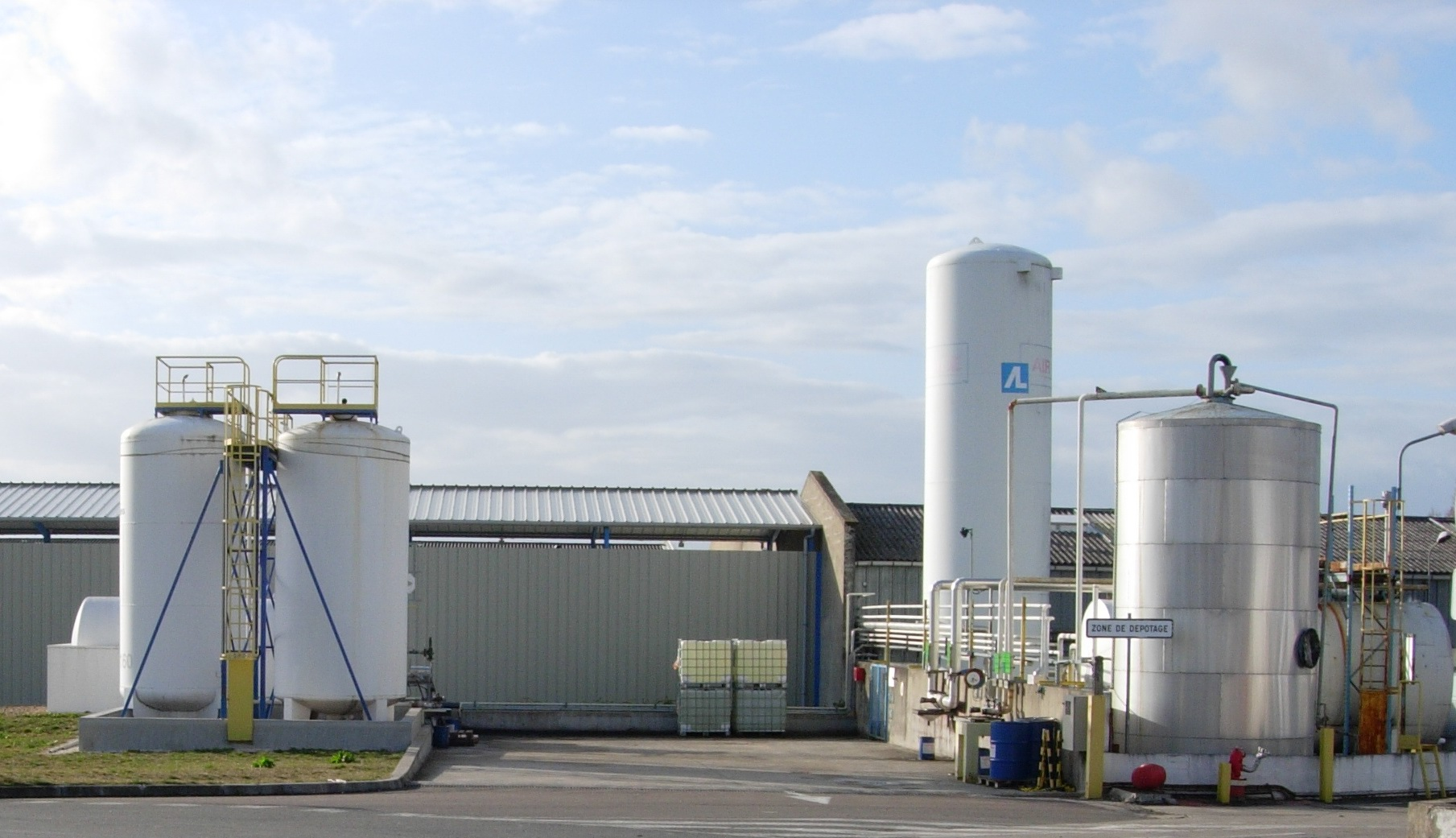
Opslagtank van vloeibare stikstof (tweede van rechts)

Distikstof of moleculaire stikstof (N2) is de belangrijkste enkelvoudige stof van het element stikstof. Het is onder normale druk en temperatuur een kleurloos, reukloos, smaakloos en inert gas. Het wordt ook wel stikstofgas genoemd. Distikstof maakt 78,06 % van het volume en 75,5 % van de massa van de aardatmosfeer uit, de rest is grotendeels dizuurstof (zuurstofgas).
Het is dus een alledaags, onschadelijk hoofdbestanddeel van lucht. De term stikstof komt voort uit de eigenschap dat het een vlam kan doven, waardoor het in 1791 de Duitse naam Stickstoff  kreeg. De Franse naam azote komt uit het Grieks, a-zoe, geen leven, dus met een vergelijkbare betekenis.

## Eigenschappen
Het gas bestaat uit twee-atomige moleculen N2 met een drievoudige binding, die de molecule een bijzonder grote stabiliteit verleent. Het is daarom relatief inert, maar kan via het Haber-Boschproces tot ammoniak (NH3) en via het Ostwaldproces tot salpeterzuur (HNO3) omgezet worden. Hiervoor zijn telkens katalysatoren nodig. De stikstofbinding kan door elektrische ontlading (bliksem) of door micro-organismen (stikstoffixatie) gemaakt worden en is van belang voor de vruchtbaarheid van landbouwgronden.
De vloeistof kookt bij 77K; bij 63K vormt zich een vaste stof, waarin echter nog steeds de moleculaire N2-structuur te herkennen valt. Vloeibare stikstof kent vele toepassingen in de industrie.
Bij zeer hoge drukken echter (ongeveer 240 GPa) vormt zich een halfgeleidende modificatie met waarschijnlijk een netwerkstructuur. Onder deze omstandigheden gedraagt het element zich dus meer als de andere leden van de stikstofgroep.
De drievoudige binding in stikstofgas is een van de sterkere in de natuur en het kost dan ook erg veel energie deze binding te verbreken (meer dan 900 kilojoule per mol). Omgekeerd komt er erg veel energie vrij als de binding gemaakt wordt. Dit is de reden dat in talloze explosieven stikstofbindingen te vinden zijn: als de stikstofgroepen uit deze stoffen vrijkomen, vormen zij onmiddellijk stikstofgas waarbij veel energie onder de vorm van warmte vrijkomt. Dit leidt tot een enorme volume- en temperatuursverhoging. Een voorbeeld is de explosieve ontleding van nitroglycerine of 2,4,6-trinitrotolueen (TNT).
Stikstofgas is matig tot slecht oplosbaar in water, maar bij hoge drukken neemt de oplosbaarheid toe. Dit veroorzaakt problemen voor duikers, de caissonziekte. Wanneer zij niet langzaam genoeg naar de oppervlakte terugkeren, ontstaan er stikstofbelletjes in het bloed die embolieën kunnen veroorzaken.
Stikstofgas reageert zelf niet gemakkelijk met andere elementen. Magnesium is daar een uitzondering op. Wanneer dit metaal eenmaal ontstoken is, brandt het ook in pure distikstof door onder de vorming van magnesiumnitride:
{\displaystyle {\ce {3Mg + N2 -> Mg3N2}}}
In dit geval treedt het element dus op als de redelijk sterke oxidator die het potentieel is. Ook lithium reageert op dezelfde manier met distikstof.
Stikstofgas draagt, net als zuurstofgas, niet bij tot het broeikaseffect.

## Synthese
Bepaalde bacteriën kunnen distikstof produceren uit nitraat via denitrificatie. In de industrie wordt het meeste stikstofgas geproduceerd via gefractioneerde destillatie van vloeibare lucht. Via membraanseparatie met behulp van polymere hollevezelmembranen kan stikstofgas selectief uit lucht geïsoleerd worden. Ook via een stikstofgenerator kan distikstof bereid worden.
Vloeibare stikstof is een belangrijk cryogeen materiaal, dat brede toepassing vindt. Vloeibare stikstof kost per liter ongeveer evenveel als melk. Het is echter lastig op te slaan, omdat het bij kamertemperatuur zeer snel verdampt. In het laboratorium wordt het meestal in een Dewarvat bewaard.

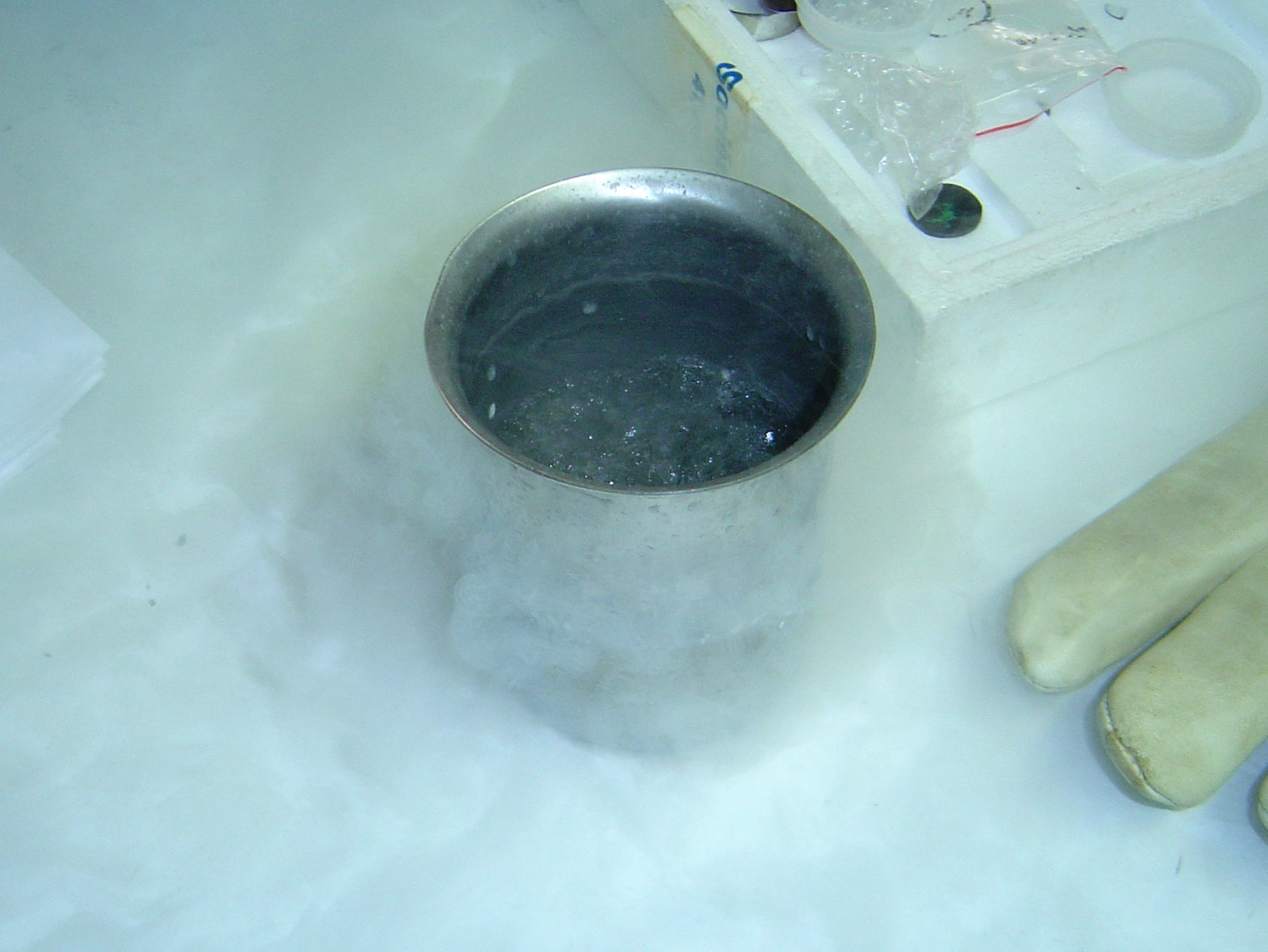
Een vat met kokende vloeibare stikstof

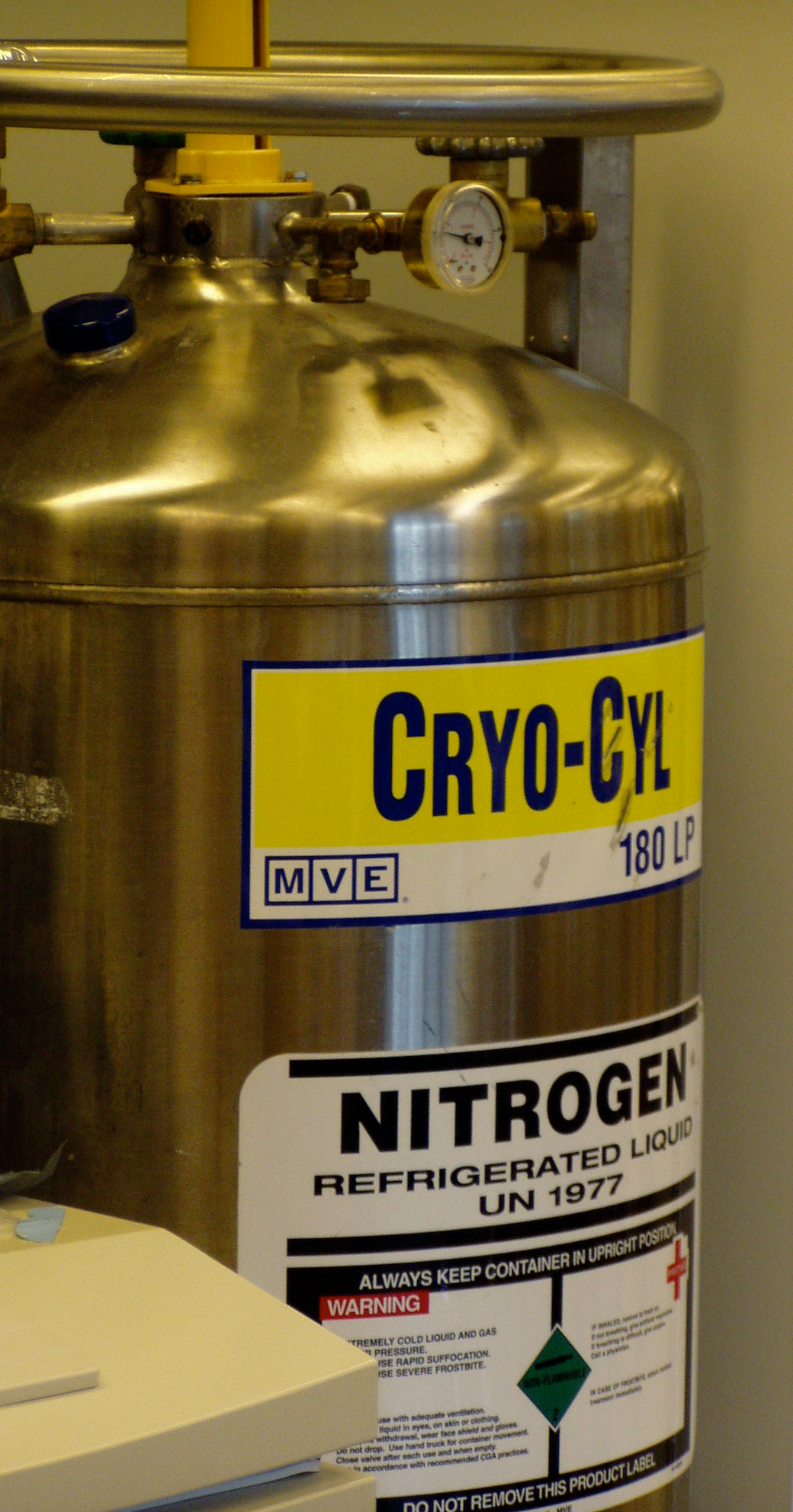
Tank met vloeibare distikstof

## Toepassingen
Stikstof wordt geproduceerd als industrieel gas.

### Vloeibare stikstof
In vloeibare vorm is het een belangrijk cryogeen materiaal, dat wil zeggen dat de meest interessante eigenschap ervan de extreem lage temperatuur is. Zo wordt het onder meer in de voedselverwerkende industrie gebruikt om producten in te vriezen, in kerncentrales als blusmateriaal voor als de reactor te heet wordt, in verschillende industrieën om bepaalde stoffen makkelijk te kunnen verpulveren, en in de medische wereld om bloed, organen of andere biologische materialen (zoals bevruchte eicellen in een vruchtbaarheidskliniek) in te vriezen. Een voorbeeld van een ander medisch gebruik is het verwijderen van wratten: door de wrat te bevriezen sterven de geïnfecteerde cellen en verdwijnt de wrat. Maar zelfs in de landbouw wordt vloeibare stikstof gebruikt, bijvoorbeeld om hooibroei tot staan te brengen. Een andere veel voorkomende toepassing is een koudeval. Dit is een vat dat omgeven wordt door vloeibare stikstof en waar de vluchtige componenten in een gasstroom uit worden opgevangen om te voorkomen dat zij bijvoorbeeld in een pomp terechtkomen. Vloeibare stikstof wordt ook gebruikt als een koude-mantel in de cryostaat van supergeleidende magneten, om warmte-instraling te verminderen naar het bad met vloeibaar helium dat zich binnenin bevindt.

### Stikstofgas
Stikstofgas wordt veel gebruikt als inerte atmosfeer om stoffen (zoals natrium, butyllithium, LDA, ...) of producten (bijvoorbeeld wijn) die gemakkelijk oxideren tegen de lucht te beschermen. Ook wordt het gebruikt als inert opblaasgas (bijvoorbeeld in hydraulische accumulatoren). Daarnaast wordt het inerte stikstof gebruikt door grote olieverwerkende industrieën om de leidingen schoon te spoelen (omdat het inert is, is de kans op ongewenste verbranding van producten op petroleumbasis uitgesloten), wat elk jaar dient te gebeuren. Naast het feit dat vloeibare stikstof erg koud is, maakt deze eigenschap het tot een zeer nuttig blusmateriaal dat veel wordt gebruikt in automatische blusgasinstallaties.
Het feit dat stikstof inert is, maakt het tot een prima conserveringsmiddel. De beschermende atmosfeer in voedselverpakkingen is vaak stikstofgas. Een andere toepassing is het beschermen van de productie-installaties van nylon- en polyestervezels, omdat de gesmolten polymeer niet met zuurstof in contact mag komen. Ook bij lassen is zuurstof ongewenst en wordt stikstof soms als beschermgas gebruikt. Stikstofgas wordt - samen met zuurstofgas - gebruikt in gasflessen en decompressiekamers bij het diepzeeduiken.
Bij hoogcalorisch aardgas wordt stikstofgas bijgemengd om Slochterenkwaliteit aardgas te maken voor in het gasnet.
Stikstofgas wordt gebruikt als drijfgas in spuitbussen.